# Мухутдинов, Хаким Гайфуллинович
Хаким Гайфуллинович Мухутдинов (22 июля 1922 — 26 мая 1988) — комбайнёр Учалинской МТС Башкирской АССР. Герой Социалистического Труда. Участник Великой Отечественной войны.

## Биография
Хаким (Хакимьян) Гайфуллинович Мухутдинов родился 22 июля 1922 г. в с. Сафарово Учалинского района БАССР.
Образование — среднее специальное. В 1956 г. окончил Белебеевский техникум механизации и электрификации сельского и лесного хозяйства Башкирской АССР.
Трудиться начал в 1938 г. трактористом Учалинской МТС после окончания курсов трактористов.
В 1941—1942 гг. участвовал в Великой Отечественной войне: воевал в составе 112-й Башкирской кавалерийской дивизии.
После увольнения из рядов Красной Армии работал комбайнером, бригадиром тракторной бригады, заведующим машинно-тракторной мастерской, механиком-контролером Караидельской МТС, с 1949 г. — комбайнер Учалинской МТС. Хаким Гайфуллинович ежегодно добивался на комбайне высокого намолота зерна: в 1950 г. убрал хлеба на площади 530 гектаров, в 1951 г. — 650 га.
За достижение высоких показателей на уборке и обмолоте зерновых культур в 1950 г. намолотившему за 35 рабочих дней 8 074 центнера зерновых культур Указом Президиума Верховного Совета СССР от 23 августа 1951 г. X. Г. Мухутдинову присвоено звание Героя Социалистического Труда.
В сентябре 1956 г. назначен инженером по сельхозмашинам Учалинской МТС. С июля 1958 г — учитель Учалинской средней школы. В марте 1959 г избран секретарем парторганизации колхоза «Совет» Учалинского района. В 1960—1965 гг. — директор Учалинского головного маслозавода, в 1965—1968 гг. — заместитель управляющего Учалинским районным объединением «Сельхозтехника», в 1968—1974 гг. — охотовед Государственной охотничьей инспекции Башкирской АССР, в 1975—1977 гг. — инженер Учалинского районного объединения «Сельхозтехника», в 1977—1984 гг. — директор Учалинского мелькомбината.
Мухутдинов Хаким Гайфуллович умер 26 мая 1988 года.

## Награды
- Герой Социалистического Труда (1951)
- Награждён орденами Ленина (1951, 1952), медалями